# Nume specific (zoologie)
În nomenclatura zoologică, numele specific (de asemenea, epitetul specific sau epitetul speciei) este a doua parte (al doilea nume) din numele științific a unei specii (un binomen). Prima parte a numelui unei specii este numele genului sau numele generic. Regulile și reglementările care guvernează acordarea unui nou nume de specie sunt explicate în articolul descrierea speciei. De exemplu, numele științific pentru oameni este „Homo sapiens”, care este numele speciei, constând din două nume: „Homo” este „numele generic” (numele genului) și „sapiens” este „numele specific”.
Din punct de vedere istoric, „nume specific” se referea la combinația dintre ceea ce se numesc acum numele generice și specifice. Carl Linnaeus, care a oficializat nomenclatura binomială, a făcut distincții explicite între nume specifice, generice și triviale. Numele generic era cel al genului, primul din binom, numele banal era al doilea nume din binom, iar specificul termenul propriu pentru combinarea celor două. De exemplu, numele binom al tigrului, Panthera tigris:constă din două nume:
- nume generic = Panthera
- nume trivial = tigris
- nume specific = Panthera tigris

Aceasta a fost utilizarea corectă din secolul al XVIII-lea până la sfârșitul secolului al XX-lea, deși mulți autori păreau să nu știe a distincțiilor dintre nume triviale și specifice și utilizarea inconsecventă și eronată a apărut chiar și Codul Internațional de Nomenclatură Zoologică.

## Gramatica numelor speciilor
Din punct de vedere gramatical, un binomen (și un trinomen, de asemenea) trebuie tratat ca și cum ar fi o frază latină, indiferent de limba din care au fost preluate inițial cuvintele. (Acest lucru dă o anumită justificare utilizării populare a expresiei „nume latin” în loc de expresia mai corectă „nume științific”.) Numele specific trebuie să respecte anumite convenții ale gramaticii latine. Numele specific poate fi format ca:
- Un substantiv în apoziție la numele genului, de exemplu, numele științific al leului, Panthera leo. În aceste cazuri, cuvântul pentru gen și cuvântul pentru specie nu trebuie neapărat să coincidă în gen. Numele de specii care sunt substantive în apoziție sunt uneori numele vernacular al organismului în latină sau greacă veche sau numele (specific sau generic) al unui alt organism cu care organismul însuși seamănă.
- Un substantiv în cazul genitiv (adică aparținând). 
  - Substantivele proprii care sunt nume de persoane și locuri sunt adesea folosite în cazul genitiv. De exemplu, numele celacantului, Latimeria chalumnae care înseamnă „Latimeria din Chalumna”, este o referire la zona din apropierea gurii râului Chalumna din Oceanul Indian, unde a fost găsit pentru prima dată celacantul, adică localizare tip.
- Un adjectiv care trebuie să fie în acord după caz și gen cu genul: Felis silvestris ("pisica de pădure")

## Diferențe față de botanică
În nomenclatură botanică, „nume” „întotdeauna” se referă la „numele întreg” (al unei specii sau altul), în timp ce în nomenclatura zoologică se poate referi la oricare dintre părți. a binomenilor. Astfel Hedera helix (iedera comună, iedera engleză) este numele speciei; Hedera este numele genului; dar „helix” se numește epitetul specific, „nu” numele specific.